# Євфимій (єпископ Суздальський)
Єпископ Євтимій — єпископ Суздальський і Таруський (1464—1483), єпископ Чернігівський (1450 — 11 листопада 1464).

## Біографія
Хіротонізований митрополитом Іоною між 31 січня 1451 року та 13 грудня 1458 року, коли Казимир IV Ягеллончик визнавав юрисдикцію митрополита Іони щодо православних єпархій на територіях Польсько-Литовської держави.
У грамоті від 13 грудня 1458 року надісланій п'ятьма архієреями Північно-Східної Русі православним єпископам Великого Князівства Литовського, «які свячення прийняли від Іони митрополита», в тому числі названому першим "Єфимію, єпископу Чернігівському і Дьбрянскому " від єпископів вимагали не підкорятися уніату Григорію, поставленому 15 жовтня 1458 року в Римі на Київську митрополичу кафедру зберігати вірність митрополитові Йоні.
У Чернігівській єпархії преосвященний Євфимій показав себе прихильником православ'я. За підтримки митрополита Іони він вів боротьбу проти затвердження Флорентійської унії. За активну протидію унії єпископ Євфимій переносив багато неприємностей, образ і утисків. Митрополит Іона дозволив преосвященному Євфимію в разі нестерпних обставин покинути єпархію і прибути в Москву.
На початку 1460-х втік до Москви.
Восени 1464 року на Соборі в Москві брав участь в обранні на митрополита Московського і всієї Русі Суздальського єпископа Філіпа . Після обрання Філіпа отримав в управління Суздальську кафедру.
20 червня 1471 року в Кремлі разом з митрополитом Філіпом та іншими архієреями благословив Іоанна III перед його походом на Великий Новгород. 
У 1471 році преосвященний Євфимій був присутній при посвяченні Пермського єпископа Філофея.
У 1472 році брав участь у перенесенні мощей святителя Петра.
23 квітня 1473 року брав участь в Соборі, який обрала главою Московської Церкви Коломенського єпископа Геронтія. 
Мабуть, в 1483 році залишив кафедру і незабаром помер.